# Округа департамента Дордонь
Дордонь (фр. Dordogne) — департамент в центре Франции, один из департаментов региона Аквитания. По состоянию на 2015 год территория Дордони была разделена на 4 округа, 25 кантонов и 557 коммун.
Округа департамента Дордонь:
| №   | Округ           | Оригинальное название              | Площадь, км² | Население, чел. (2011) | Количество коммун | Округ на карте департамента |
| --- | --------------- | ---------------------------------- | ------------ | ---------------------- | ----------------- | --------------------------- |
| 241 | Бержерак        | Arrondissement de Bergerac         | 2182         | 111727                 | 159               |                             |
| 242 | Нонтрон         | Arrondissement de Nontron          | 1621         | 41106                  | 80                |                             |
| 243 | Перигё          | Arrondissement de Périgueux        | 3337         | 188523                 | 196               |                             |
| 244 | Сарла-ла-Канеда | Arrondissement de Sarlat-la-Canéda | 1921         | 75028                  | 122               |                             |

## История
- 1790: создан департамент Дордонь в составе новых дистриктов: Бельвес (фр.), Бержерак (фр.), Эксидёй (фр.), Монтиньяк (фр.), Мюссидан (фр.), Нонтрон (фр.), Перигё (фр.), Риберак (фр.), Сарла (фр.).
- 1800: взамен дистриктов созданы 5 округов (фр. arrondissement): Бержерак, Нонтрон, Перигё, Риберак, Сарла.
- 1926: расформирован округ Риберак.
- 1965: после слияния муниципалитетов Сарла и Ла-Канеда округ Сарла стал округом Сарла-ла-Канеда.
- В марте 2015 года прошла реорганизация кантонов (фр.): если раньше все коммуны одного кантона полностью входили в состав одного округа, то теперь несколько кантонов оказались распределены по двум округам.
- 1 января 2017 года проведена реорганизация округов с целью интеграции последних изменений в границах межкоммунальных образований и лучшего согласования округов с избирательными округами; затронуты 72 коммуны из 520: 28 передано из округа Периге в округ Нонтрон, 22 – из округа Перигё в округ Сарла-ла-Канеда, 21 – из округа Бержерак в округ Перигё и 1 передан из округа Бержерак в округ Сарла-ла-Канеда.